# Adolphe Pichon
Pour les articles homonymes, voir Pichon.
Charles-Adolphe Pichon (21 août 1876, Angoulême - 12 avril 1959, Paris 7e) est un haut fonctionnaire français. 

## Biographie
Docteur en droit, il devient rédacteur puis sous-chef de bureau du ministère du Commerce de 1908 à 1912. Maître des requêtes au Conseil d'État de 1912 à 1926, il est successivement sous-chef, chef adjoint puis chef de cabinet du ministre des Finances, du Commerce, de la Justice, des Travaux publics, des Affaires étrangères, de la Marine, de la présidence du Conseil, ainsi que secrétaire général civil de la présidence de la République (1913-1920).
De 1920 à 1925, il est secrétaire général adjoint de la délégation française à la Commission des réparations.
En 1926, il devient secrétaire général puis délégué général de l'UIMM.
Marié à Marguerite Landry, il est le beau-père du professeur Jean Bernard.

### Sources
- Jean-Claude Daumas, Alain Chatriot, Danièle Fraboulet, Hervé Joly (dir.),  Dictionnaire historique des patrons français, Paris, Flammarion, 2010.
- Danièle Rousselier-Fraboulet, Quand les patrons s'organisent: stratégies et pratiques de l'Union des industries métallurgiques et minières, 1901-1950, Villeneuve d'Ascq, Presses universitaires du Septentrion, 2007.
- Ressource relative à la vie publique :   - base Léonore